# Limnodriloides macinnesi
Limnodriloides macinnesi är en ringmaskart som beskrevs av Erséus 1990. Limnodriloides macinnesi ingår i släktet Limnodriloides och familjen glattmaskar. Inga underarter finns listade i Catalogue of Life.